# Opius dubitarius
Opius dubitarius är en stekelart som beskrevs av Fischer 1965. Opius dubitarius ingår i släktet Opius och familjen bracksteklar. Inga underarter finns listade i Catalogue of Life.